# Alan Wace
John Bayard Alan Wace, né 13 juillet 1879 à Cambridge et mort le 9 novembre 1957 à Athènes, est un archéologue britannique.

## Biographie
Il étudie à la Shrewsbury School et au Pembroke College de Cambridge et devient membre en 1902 de la British School at Athens dont il gère la bibliothèque en 1905-1906.
Professeur d'histoire ancienne et d'archéologie à l'Université de St Andrews (Écosse (1912-1914), il se fait connaître par ses travaux en Thessalie. Créateur du terme de helladique, il fouille de 1907 à 1910, Théotokou, Zerelia, Lianioklâdhi, Tsani Maghula, Rakhamani et Tsangli et oriente ses recherches vers la Grèce du Nord et les Balkans, remarquant les influences du Nord et de l'Est.
Avec Carl Blegen, il fouille Korakou et étudie la céramique de Mycènes au Musée national d'Athènes lors de la Première Guerre mondiale. En 1914, il devient directeur de la British School at Athens et envisage de poursuivre les travaux d'Heinrich Schliemann à Mycènes. Il dirige alors le chantier (1920-1923) et succède à Christos Tsountas. Il établit alors la première vision cohérente de l'histoire de Mycènes et est à l'origine de plusieurs datations, notamment des fortifications et du palais. Il explique aussi les aménagements du Cercle des tombes et reconstitue la chronologie des tombes à tholos, mais la réaction d'Arthur Evans qui refuse les conclusions de Wace fait fermer le chantier. Les travaux reprennent en 1939 et de 1952 à 1955 seront parachevés après la découverte dans les magasins princiers des célèbres tablettes qui sont déchiffrées par John Chadwick et Michael Ventris qui démontrent que c'est bien Evans qui avait tort.
Membre de l'American Philosophical Society, Wace est en 1923-1924 Charles Eliot Norton Lectures (en) à l'Archaeological Institute of America, puis professeur d'archéologie classique à l'Université de Cambridge avant son retour à Mycènes (1939).
Sous-secrétaire responsable des Archives au Département des textiles du Victoria and Albert Museum (1905-1950), il collabore à la publication du sanctuaire d'Artémis Orthia et, avec Richard MacGillivray Dawkins, publie la première étude d'envergure sur la céramique pré-mycénienne du continent grec, base de toutes les classifications sur la céramique helladique, à l'origine de nombreuses fouilles.
En 1934, il contribue à la restructuration du Fitzwilliam Museum dont il est l'un des bienfaiteurs. Professeur d'études classiques et d'archéologie à l'Université d'Alexandrie (1944-1952), il explore le Sérapéion et effectue des recherches en Moyenne-Égypte sur le gréco-égyptien.
Il est le père de l'archéologue Elizabeth French.

## Travaux
- Prehistoric Thessaly, avec M. Thompson, 1912
- The Nomads of the Balkans, avec M. S. Thomson, 1914
- The pre-Mycenaen pottery of the mainland, avec C. Blegen, Annual of the British School at Athens no 22, 1916-1918
- Chambers tombs at Mycenae, 1932
- An Approach to Greek Sculpture, 1935
- Mycenae : an Archaeological History and Guide, 1949
- A Companion of Archaeology at Athens, avec P. Stubbings, 1962
- Excavations at Mycenae, 1939-1955